# San Antonio (León Cortés)
San Antonio è un distretto della Costa Rica facente parte del cantone di León Cortés, nella provincia di San José.